# Smidovič (Russia)
Smidovič (in russo Смидович?) è un centro abitato dell'Oblast' autonoma ebraica, capoluogo dello Smidovičskij rajon. È intitolata al rivoluzionario e politico Pëtr Germogenovič Smidovič.